# Lo innominable
Lo innominable (título original en inglés: The Unnamable) es una historia corta de 1923 del escritor estadounidense de terror H. P. Lovecraft.

## Elaboración y publicación
Escrita en septiembre de 1923, fue publicada por primera vez en la edición de julio de 1925 de Weird Tales y luego reeditada por Arkham House en la antología de 1943 Beyond the Wall of Sleep. El texto corregido aparece en Dagon and Other Macabre Tales (edición revisada, 1986).

## Argumento
Carter, un extraño escritor de ficción, que probablemente sea el Randolph Carter que aparece en algunos de los otros cuentos de Lovecraft como El testimonio de Randolph Carter, se reúne con su amigo cercano Joel Manton en un cementerio cerca de una vieja casa en ruinas de Meadow Hill, en la ciudad de Arkham, Massachusetts. Mientras los dos se sientan sobre una tumba desgastada, Carter le cuenta a Manton la historia de una entidad indescriptible que supuestamente ronda la casa y el área circundante. Sostiene que debido a que tal entidad no puede ser percibida por los cinco sentidos, se hace imposible cuantificarla y describirla con precisión, lo que le otorga el término de "innominable".
A medida que finaliza la narración, esta presencia innominable ataca tanto a Carter como a Manton. Ambos sobreviven y se despiertan más tarde en el hospital de St. Mary. Sufren varias laceraciones, que incluyen cicatrices de un gran objeto en forma de cuerno y hematomas en forma de huellas en sus espaldas. Manton describe lo innominable en el pasaje final de la historia:

Estaba en todas partes... era una gelatina... un limo... un vapor... sin embargo, tenía formas, mil formas espantosas imposibles de recordar. Tenía ojos... uno de ellos manchado. Era el abismo, el maelstrom, la abominación final. Carter, ¡era lo innominable!